# Залізнична катастрофа під Щекоцинами

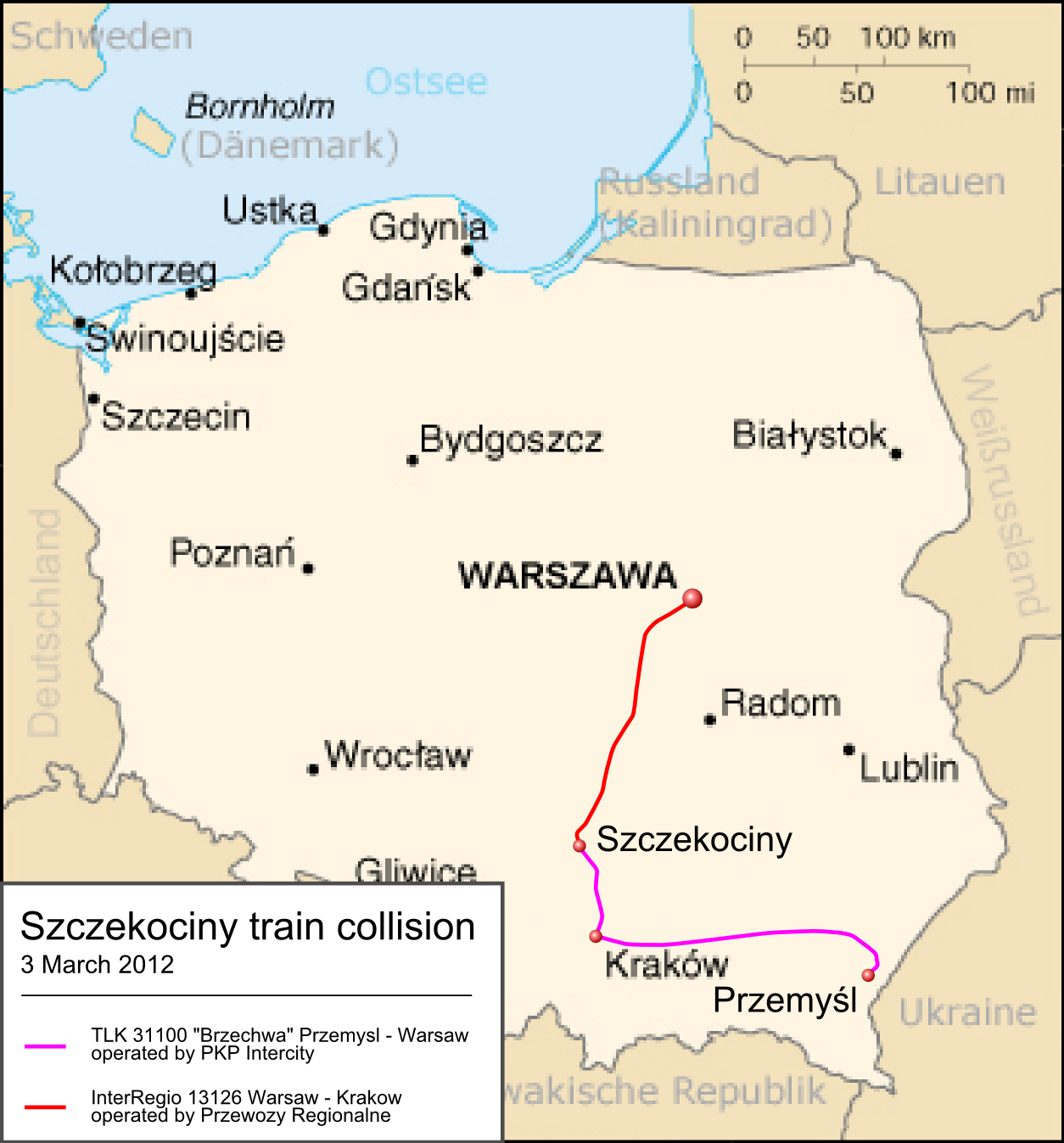
Приблизне місце катастрофи на мапі

Залізни́чна катастро́фа під Щекоци́нами — лобове зіткнення двох поїздів, яке сталося 3 березня 2012 біля села Халупки поблизу Щекоцин на півдні Польщі о 20:57 на 21,3 кілометрі залізничної лінії № 64 (Конецполь-Краків). У цьому місці на лінії є комутатор центральної залізничної магістралі в напрямку на Гродзиськ-Мазовецький.
Щонайменше 16 осіб загинули (в тому числі по 1 громадянину США та Росії), 57 постраждали. 40 із них перебувають у важкому стані. Серед постраждалих щонайменше 6 громадян України.

## Обставини аварії
У катастрофі зіткнулися потяг TLK 31101 «Brzechwa», що рухався з Перемишля до Варшави компанії PKP Intercity (належить до Польської державної залізниці), та interREGIO 13126 «Ян Матейко», що прямував з Варшави до Кракова компанії «Регіональні перевезення». У першому поїзді їхало близько 250 осіб, у другому — близько 120. У момент зіткнення «Ян Матейко» рухався зі швидкістю приблизно 50-60 км/год, «Brzechwa» — 95 км/год. Внаслідок зіткнення із рухомого складу маршруту TLK 31101 постраждали Електровоз EP09 та два вагони, з іншого потяга — електровоз ET22 та один вагон.
Встановлено, що поїзд з Варшави не повинен був прямувати цією колією. Чому він опинився на чужій колії, наразі невідомо. У районі катастрофи на залізниці велися ремонтні роботи.